# Тапшил
Тапшил (каз. Тапшыл) — село в Тайыншинском районе Северо-Казахстанской области Казахстана. Село входит в состав Абайского сельского округа. Код КАТО — 596033700.

## Население
В 1999 году население села составляло 119 человека (59 мужчин и 60 женщин).